# Arcidiecéze Gatineau
Arcidiecéze Gatineau (latinsky Archidioecesis Gatinensis) je římskokatolická metropolitní arcidiecéze na části území Kanady se sídlem ve městě Gatineau, kde se nachází katedrála sv. Josefa. Tvoří součást kanadské církevní oblasti Québec. Jejím současným arcibiskupem je Paul-André Durocher.

## Stručná historie
Diecéze vznikla roku 1963 jako diecéze Hull. Roku 1982 bylo sídlo diecéze přesunuto do Gatineau a diecéze přejmenována na Gatineau-Hull, katedrálou byl kostel sv. Jana Marie Vienneye v Gatineau, půdoní katedrála sv. Josefa v Hullu se stala konkatedrálou. Roku 1990 byla povýšena na metropolitní arcidiecézi. V souvislosti se vznikem nového města Gatineau (zahrnujícího i předešlé, Gatineau i Hull) v roce 2002, došlo v roce 2005 i s přejmenováním arcidiecéze na současný název a katedrálou se stal původní kostel sv. Josefa. 

## Církevní provincie
Jde o metropolitní arcidiecézi, která zahrnuje část území provincie Québec a jíž jsou podřízena tato sufragánní biskupství:
- Diecéze Amos
- Diecéze Rouyn-Noranda